# Dia Mundial de la Natura

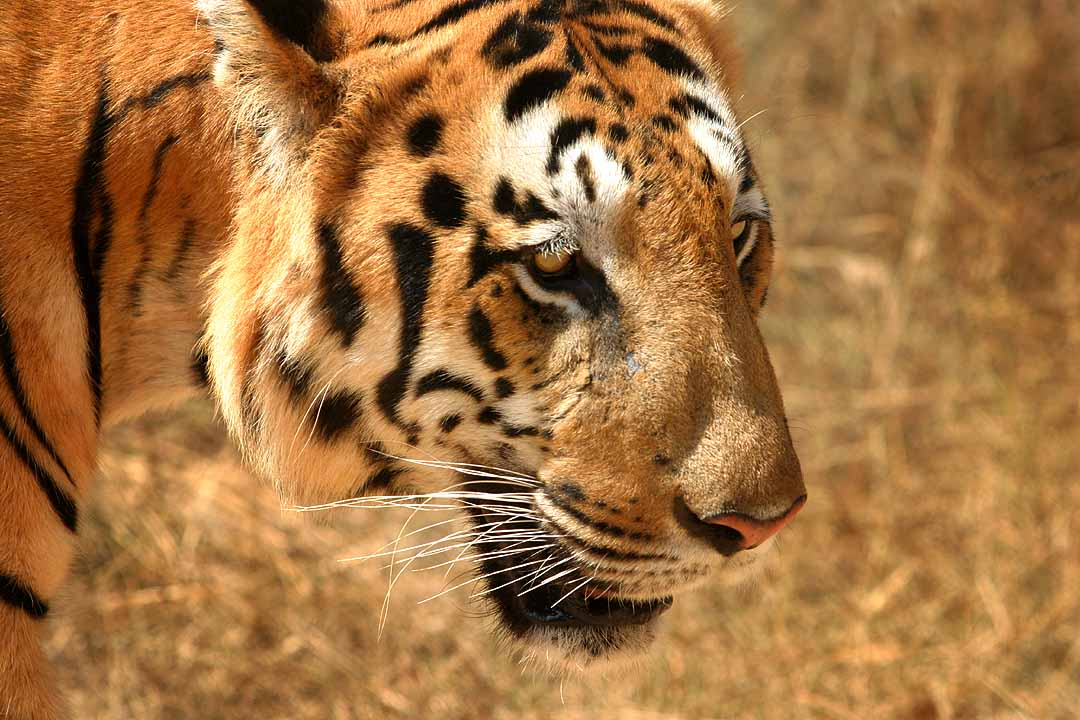
Fauna salvatge: tigre al sud de l'Índia

El Dia Mundial de la Natura o Dia Mundial de la Vida Silvestre va ser proclamat per conscienciar sobre la importància de la flora i la fauna i el seu valor ecològic, paisatgístic, genètic, social, científic, econòmic i educatiu, entre d'altres, i també recorda la necessitat urgent de combatre els delictes contra la natura que comporten conseqüències de gran impacte en l'àmbit econòmic, mediambiental i social.

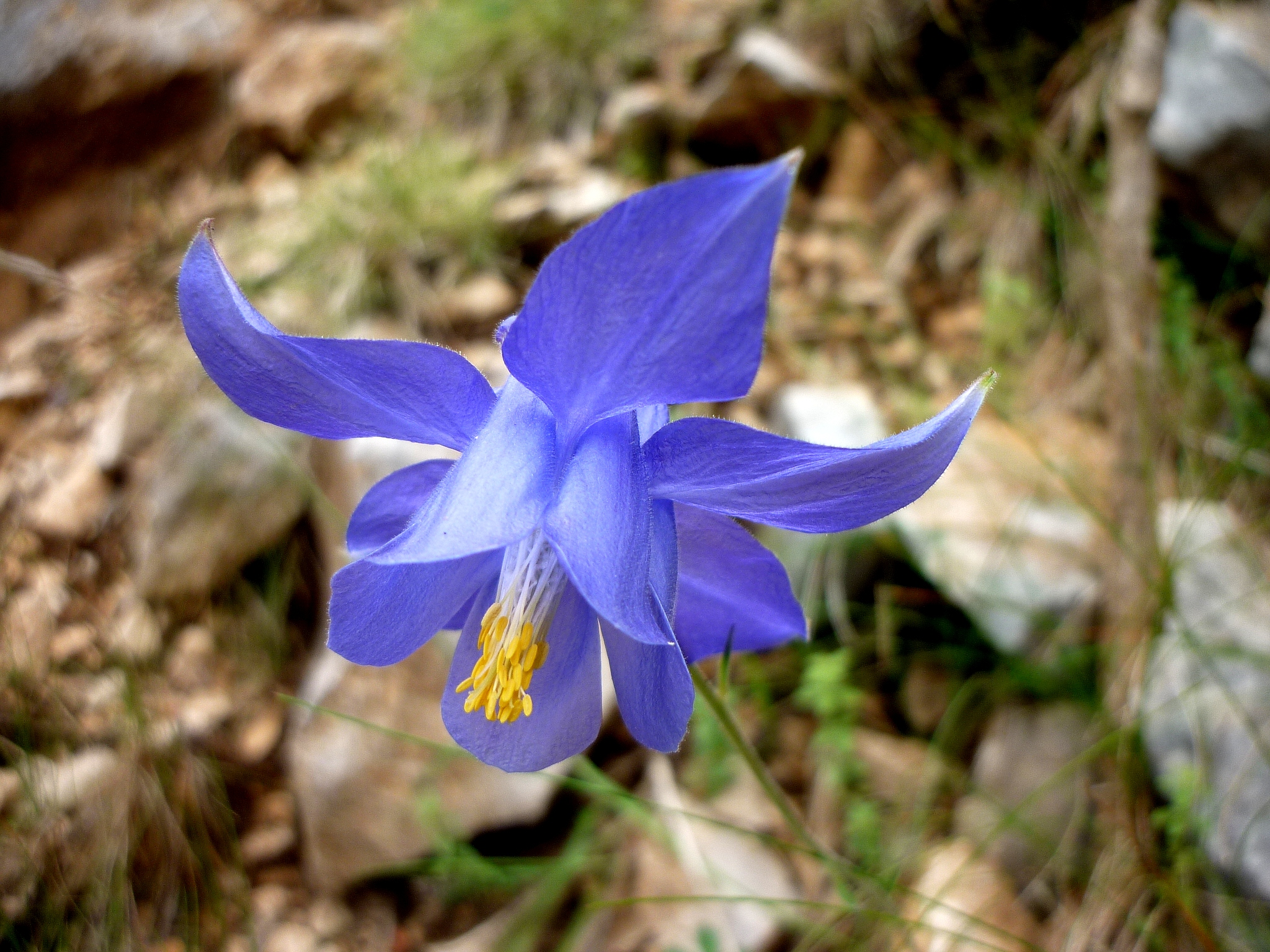
Corniol hirsut (Aquilegia viscosa), una espècie autòctona dels Països Catalans

Aquesta efemèride ambiental va ser proclamada per resolució de l'Assemblea General de les Nacions Unides el 20 de desembre de 2013. Prèviament, el 3 de març havia estat designat com a Dia Mundial de la Natura en una resolució de la conferència de les Parts en la convenció sobre el Comerç Internacional d'Espècies Amenaçades de Fauna i Flora Silvestres (CITES, en les seves sigles en anglès), a la 16a reunió realitzada a Bangkok del 3 al 14 de març de 2013. La resolució, copatrocinada pel Regne Unit i Tailàndia, informava de les conclusions de la reunió a l'Assemblea General de l'ONU.
La data escollida, 3 de març, marca l'aniversari de l'aprovació el 1973 de la CITIES, la qual regula el comerç internacional de més de 35.000 espècies de plantes i animals, incloent-hi els seus productes i derivats, cosa que garanteix la seva supervivència en el medi natural amb els beneficis que comporta per a les poblacions locals i el medi ambient mundial.

## Temes anuals
- 2014: Desvivim-nos per la vida salvatge[4]
- 2015: Els crims contra la vida salvatge són greus, conscienciem-nos de la seva gravetat[5]
- 2016: El futur de la vida salvatge està a les nostres mans[6]
- 2017: Escoltar la veu dels joves[7]
- 2018: Grans fèlids: depredadors amenaçats[8]
- 2019: Vida subaquàtica per les persones i el planeta[9]
- 2020: Garantir la sostenibilitat de la vida a la Terra[10]